# Betania del Sagrado Corazón
Betania del Sagrado Corazón (oficialmente en italiano: Betania del Sacro Cuore) es una congregación religiosa católica femenina, de vida contemplativa y de derecho pontificio, fundada por la religiosa francesa Luisa Margarita Claret de la Touche, en 1914, en Vische (Italia). A las religiosas de este instituto se les conoce como hermanas de Betania del Sagrado Corazón y posponen a sus nombres las siglas B.S.C.

## Historia

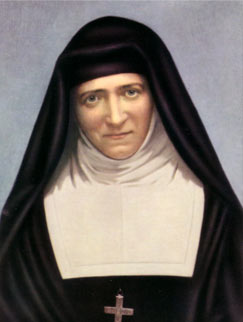
Luisa Margarita Claret de la Touche (1868-1915), fundadora de la congregación.

El instituto tiene su origen en el monasterio de la Orden de la Visitación de Romans-sur-Isère (Francia), al cual pertenecía la religiosa Luisa Margarita Claret de la Touche, quien tuvo unas supuestas apariciones del Sagrado Corazón de Jesús (en 1902), donde, según ella, se le pedía ofrecer su vida para la santificación del sacerdocio. Su sueño se cumplirá solo hasta el 19 de febrero de 1914, cuando trasladándose a la localidad de Viche, en Turín (Italia), dio inicio a un nuevo monasterio, independiente de la Orden. La fundadora muere al año siguiente de dar inicio a su obra. El 22 de agosto de 1958 el instituto fue aprobado por la Santa Sede.

## Organización
Betania del Sagrado Corazón es un Instituto religioso femenino de derecho pontificio centralizado, cuyo gobierno es ejercido por una superiora general. La casa central se encuentra en Ivrea.
Las hermanas de Betania del Sangrado Corazón se dedican a la vida contemplativa, cuya misión consiste en orar, meditar las Sagradas Escrituras cristianas, estudiar y trabajar para el sustento propio. Ellas mismas se plantean como sacrificio por la santificación de los sacerdotes. Las comunidades de Betania están abiertas a la acogida y a la hospitalidad de quienes deseen compartir la oración y el  silencio, que en ellas se pretende, en un clima de recogimiento fraterno.
La espiritualidad de Betania no se limita solo a las religiosas, también a ella se adhieren la Alianza Sacerdotal de los Amigos del Sagrado Corazón, los agregados laicos, las misioneras del Amor Infinito y las fieles amigas. Todos juntos forman la llamada familia Betania del Sagrado Corazón.
En 2015, el instituto contaba con unas 34 religiosas, distribuidas en 5 comunidades, presentes en Colombia e Italia.